# Замок Говард (Віклоу)
Замок Говард (Віклоу) (англ. Castle Howard) — один із замків Ірландії, розташований у графстві Віклов, неподалік від селища Авока.

## Історія замку Говард
Замок Говард — це приватний особняк збудований у стилі старовинного замку в 1811 році. Це чотириповерховий заміський будинок, побудований на основі більш давньої споруди. Частина споруди збудована в стилі романтизму, частина в стилі резиденції абата. У замку є триступеневі вежі з зубчастими парапетами, секція, збудована в стилі резиденції абата має готичні ажурні вікна і зубчастий парапет. З південно-східної сторони замку є великий зимовий сад. Віконні отвори переважно плоскі з готичний оздобленням. Замок збудував Роберт Говард за ескізами сера Річарда Моррісона. Замок стоїть на вершині пагорба з видом на річку, серед лісистої вотчини з доглянутими садами. Марк Бенч-Джонс у свій час так описував цей замок: «Це романтичний замок ХІХ століття, що здіймається над лісистою частиною пагорба біля злиття двох річок». Поруч є невелике озеро, і огороджений сад. Замок Говард поєднує в собі низку архаїчних стилів будівництва, становить естетичну і мистецьку цінність. Замок зберігся у прекрасному стані.